# Eulophia kamarupa
Eulophia kamarupa là một loài thực vật có hoa trong họ Lan. Loài này được Sud.Chowdhury mô tả khoa học đầu tiên năm 1993.